# جزر الكوريل

خريطة مركبة للجزر الواقعة بين شبه جزيرة كامشاتكا وشبه جزيرة نيمورو،
خدمة خرائط الجيش الأمريكي دمجت اثنتي عشر خريطة وتم تجميعها في أوائل الخمسينيات من القرن الماضي

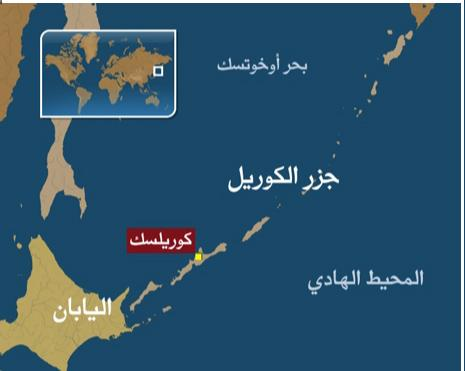
خارطة جزر الكوريل

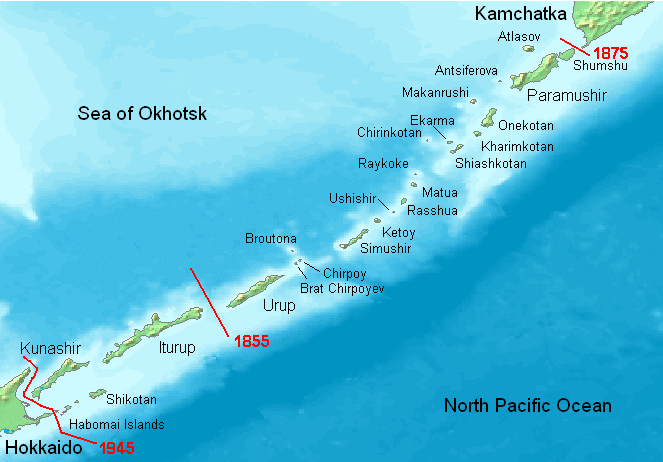
في عام 1855 كانت حدود روسيا قبل جزر كوريل اليابانية، وفي عام 1945 اجتاح الروس جزر كوريل وضمها إلى الأراضي الروسية.

جزر الكوريل (بالروسية: Проблема принадлежности Курильских островов) (باليابانية: 北方領土問題) تتألف من أربع جزر تقع بين شبه جزيرة كامشاتكا الروسية وجزيرة هوكايدو اليابانية. تمتد هذه الجزر على شكل قوسين تفصل بحر أخوتسك عن المحيط الهادئ. تمتد سلسلة هذه الجزر مسافة تقرب من 1200 كم. وتبلغ مساحتها الكلية 10.5 ألف كيلومتر مربع ويبلغ مجموع السكان حوالي 19.434 نسمة. تشكل الجزر سلسلتين متوازيتين هما السلسلة الكبرى والصغرى. تضم السلسلتان 30 جزيرة كبيرة وعددا كبيرا من الجزر الصغيرة. تقسم الجزر إلى جزر الكوريل الشمالية وجزر الكوريل الجنوبية. تدخل جميع هذه الجزر ضمن مقاطعة ساخالين الروسية. قامت روسيا باحتلالها بعد هزيمة اليابان في الحرب العالمية الثانية، وتتمتع الجزر بثروات كبيرة من نفط وغاز ومعادن، بالإضافة الي مخزونها الوفير من الثروة البحرية، عرضت روسيا على اليابان إعادة جزيرتين من أصل أربع جزر ولكن اليابان رفضت العرض مُعربة عن أملها بأن تعيد روسيا كل الجزر. وما زالت جزر الأرخبيل الجنوبية وهي ايتوروب وكوناشير وشيكوتان وهابوماي موضع نزاع بين روسيا واليابان التي تعتبرها تابعة لمحافظة هوكايدو.
جميع الجزر تحت الإدارة الروسية. تطالب اليابان بالجزر الأربع الواقعة في أقصى الجنوب، بما في ذلك اثنتان من أكبر ثلاث جزر (إيتوروب وكوناشير)، كجزء من أراضيها بالإضافة إلى جزر شيكوتان وهابوماي، مما أدى إلى النزاع المستمر على جزر كوريل. تُعرف الجزر المتنازع عليها في اليابان باسم «الأقاليم الشمالية» للبلاد. في عام 2018، استؤنفت المحادثات الروسية اليابانية بشأن إعادة توحيد الجزر مع اليابان.

## أسماء الجزر
- كوناشير (بالروسية:Кунашир).
- إيتوروب (بالروسية:Итуруп).
- صخور هامبوماي (بالروسية:острова Хабомаи).
- شيكوتان (بالروسية:Шикотан).

## الجغرافيا والمناخ

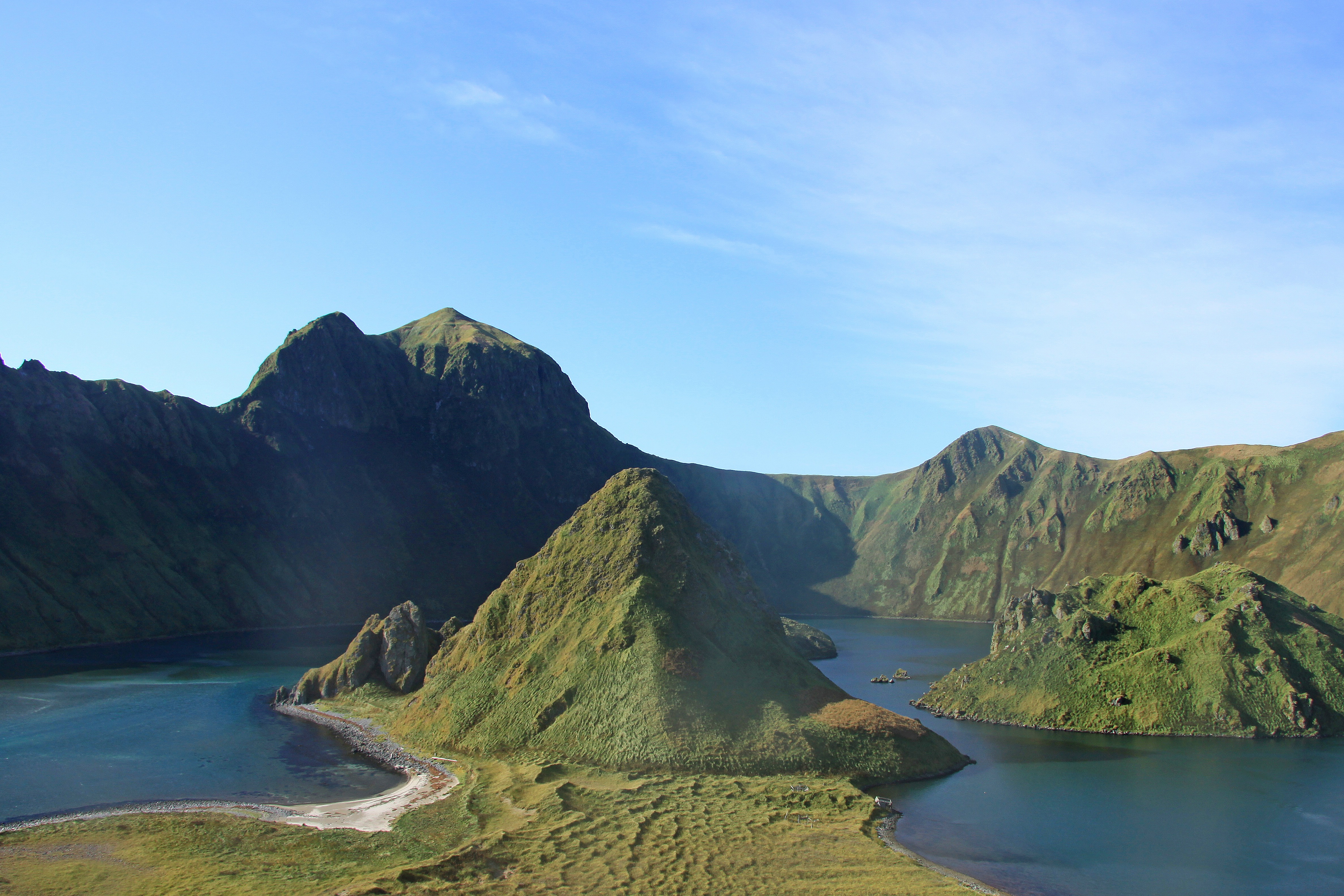
كالديرا من جزيرة أوشيشير

تشكل جزر الكوريل جزءًا من حلقة عدم الاستقرار التكتوني التي تحيط بالمحيط الهادئ والتي يشار إليها منطقة الحزام الناري. الجزر نفسها هي قمم من طبقات البراكين التي هي نتيجة مباشرة لانغماس صفيحة المحيط الهادي تحت صفيحة أوخوتسك، التي تشكل خندق كوريل على بعد 200 كيلومتر (124 ميل) شرق الجزر. تحتوي السلسلة على حوالي 100 بركان، حوالي 40 منها نشطة، والعديد من الينابيع الساخنة والداخنة. هناك نشاط زلزالي متكرر، بما في ذلك زلزال بقوة 8.5 درجة في عام 1963 وواحد بقوة 8.3 تم تسجيله في 15 نوفمبر 2006، مما أدى إلى حدوث موجات تسونامي تصل إلى 1.5 متر (5 قدم) وصلت إلى ساحل كاليفورنيا. جزيرة رايكوكي، بالقرب من وسط الأرخبيل، بها بركان نشط اندلع مرة أخرى في يونيو 2019، وبلغت الانبعاثات 13000 م (42651 قدمًا).
المناخ في الجزر قاسي بشكل عام، مع فصول شتاء طويلة وباردة وعاصفة وصيف قصير وضبابي. يبلغ متوسط هطول الأمطار السنوي 40 إلى 50 بوصة (1020 إلى 1270 ملم)، يتساقط جزء كبير منها على شكل ثلوج. تصنيف كوبن للمناخ لمعظم جزر الكوريل هو مناخ شبه قطبي (Dfc)، على الرغم من كون مناخ جزيرة كونشير رطب قاري (Dfb). ومع ذلك، فإن مناخ جزر الكوريل يشبه المناخ المحيطي شبه القطبي لجنوب غرب ألاسكا أكثر بكثير من المناخ فوق القاري لمنشوريا وسيبيريا الداخلية، حيث يكون هطول الأمطار غزيرًا وتغيب التربة الصقيعية تمامًا. تتميز بصيف معتدل من شهر إلى ثلاثة أشهر فقط فوق 10 درجات مئوية أو 50 درجة فهرنهايت، وشتاء بارد ومثلج وعاصف للغاية أقل من -3 درجة مئوية أو 26.6 درجة فهرنهايت، على الرغم من أنه عادة ما تكون أعلى من -10 درجة مئوية أو 14 درجة فهرنهايت.
تتنوع أنواع المناخ في سلسلة الجزر من المناخ المعتدل إلى المناخ شبه القطبي، وبالتالي يتراوح الغطاء النباتي من التندرا في الشمال إلى غابات التنوب الكثيفة والغابات الأرزية في الجزر الجنوبية الأكبر. أعلى الارتفاعات على الجزر هي بركان العيد (أعلى نقطة: 2,339 مترًا أو 7674 قدمًا) في جزيرة أتلاسوف في الطرف الشمالي من سلسلة الجزر وبركان تياتيا (1,819 م أو 5968 قدمًا) في جزيرة كوناشير في الطرف الجنوبي.
تشمل أنواع المناظر الطبيعية والموائل على الجزر أنواعًا كثيرة من الشواطئ والشواطئ الصخرية والمنحدرات والأنهار الواسعة والجداول السريعة الحصوية والغابات والأراضي العشبية والتندرا الألبية وبحيرات فوهية والرخاخ. التربة منتجة بشكل عام، بسبب التدفقات الدورية للرماد البركاني، وفي أماكن معينة، بسبب التخصيب الكبير بواسطة ذرق الطائر الطيور البحرية. ومع ذلك، فإن العديد من المنحدرات شديدة الانحدار وغير المجمعة معرضة للانهيارات الأرضية ويمكن أن يؤدي النشاط البركاني الأحدث إلى تعرية المناظر الطبيعية بالكامل فقط الجزيرة الواقعة في أقصى الجنوب بها مساحات كبيرة مغطاة بالأشجار، في حين أن الجزر الشمالية ليس بها أشجار أو غطاء شجري متقطع.

## التضاريس
تقع سلسلة هذه الجزر ضمن منطقة زلزالية وبركانية نشيطة والقسم الأكبر من مساحتها جبال وصخور بركانية، حيث يبلغ ارتفاع أعلى نقطة في هذه الجزر 2339 متراً فوق مستوى سطح البحر (جزيرة اطلاسوفا). يقع ضمن هذه الجزر حوالي 100 بركان منها 39 بركانا نشيطا، كما توجد منابع وبحيرات للمياه المعدنية الساخنة، وإضافة لهذا هناك أكثر من 60 بركانا مخفيا تحت سطح الماء. هذه الجزر ومنطقة المياه المحيطة بها غنية بالثروات المعدنية منها الزئبق والمعادن الملونة والغاز الطبيعي والنفط كما اكتشف في جزيرة «ايتوروب» مكمن لمعدن الرينيوم وهو الوحيد في العالم، كما يوجد الكبريت هناك. ويقدر حجم احتياطي الذهب في هذه الجزر بحوالي 1870 طنا، والفضة بحوالي 9300 طن والتيتانيوم بحوالي 40 مليون طن، أما الحديد فيقدر حجمه بحوالي 275 مليون طن. رغم هذا فإن عمليات الاستخراج ما زالت محدودة جداً في هذه الجزر.
بما أن الجزر تمتد لمسافة كبيرة من الشمال نحو الجنوب فإن نباتاتها مختلفة جدا. فالجزر الشمالية ذات نباتات قليلة وتتكوّن بالأساس من شجيرات الحور والبتولا والصفصاف والصنوبر. أما الجزر الجنوبية فتنمو فيها غابات صنوبرية وأشجار البلوط والاسفندان والدردار ونباتات متسلقة مختلفة مثل ارتانسيا والليمون الصيني والعنب البري. ومن أهم النباتات التي تنمو في جزيرة كيتا وتستمر جنوبا نباتات الخيزران حيث تشكل غابات كثيفة يصعب المرور فيها. وتكثر في هذه الجزر نباتات الأثمار البرية المختلفة.
تعيش على هذه الجزر أنواع مختلفة من الحيوانات البرية مثل الدببة والثعالب وأنواع مختلفة من القوارض وأنواع مختلفة من الطيور مثل الزقزاق والنورس والبط والقطرس والبوم والصقور وغيرها.
تعيش في المياه المحيطة بهذه الجزر وشواطئها أنواع من الحيوانات البرمائية والمائية المختلفة مثل الفقم والحيتان وأسد البحر وأنواع مختلفة من الأسماك والسرطانات البحرية والرخويات والحبّار وخيار البحر وقنافذ البحر ونباتات بحرية.
تقرر في شهر فبراير/شباط عام 1984 تشكيل محمية «كوريلسك» الطبيعية، التي يعيش وينمو فيها 84 نوعا من النباتات والحيوانات المدرجة في القائمة الروسية للأنواع المهددة بالانقراض.
إن جزر الكوريل خليط فريد من الظواهر الطبيعية كالبراكين والزلازل والتسونامي وغيرها من الظواهر الطبيعية الاستثنائية. التضاريس الأرضية مختلفة فالصخور الساحلية ذات أشكال عجيبة والحصى مختلفة الألوان ومن أهم وأروع الأماكن في هذه الجزر هو رأس الأعمدة في جزيرة كوناشير. إنه جدار عمودي يطل على سطح الماء ويتكوّن من أعمدة بازلتية ضخمة خماسية وسداسية الأضلاع تكوّنت نتيجة تجمّد الماغما البركانية عند سقوطها في الماء.
أعلى براكين الجزر هو بركان «ألآيد» على جزيرة اطلاسوفا (2339 م.) وفي الحقيقة أن الجزيرة بكاملها هي عبارة عن الجزء العلوي من المخروط البركاني. آخر ثورة للبركان كانت عام 1986.
تستمر عملية التغيرات في التضاريس الأرضية لهذه الجزر بسبب النشاط البركاني والهزات الأرضية والتسونامي. آخر تسونامي ضرب الجزر كان في نوفمبر/تشرين الثاني عام 2006.
إن صعوبة الوصول إلى هذه الجزر وقلّة المراكز السكنية وجغرافيتها الفريدة تجعلها مواقع جذابة للسياح وهواة المغامرات. وللاطلاع ومشاهدة معالم ثلاثة جزر فقط (كوناشير وايتوروب وشيكوتان) لا تكفي زيارة واحدة. ومن الأماكن التي تستحق الزيارة في هذه الجزر، أنهار سمك السلمون، حيث أن هذه الأسماك تأتي إلى هذه الأنهار لوضع بيوضها في شهري مايو/أيار ويونيو/حزيران وتستمر الفترة لبعض الأنواع من سمك السلمون حتى فصل الخريف.
جزيرة ايتوروب – إحدى جزر المجموعة الجنوبية وهي أكبرها، يبلغ طول الجزيرة 200 كيلومتر أما عرضها فيتراوح بين 6 و36 كيلومترا. هذه الجزيرة هي أكثر الجزر التي يزورها السياح وذلك لكثرة معالمها، حيث فيها 9 براكين نشطة و7 براكين خاملة و10 بحيرات كبيرة وعدد من الشلالات. يبدأ الربيع هنا في شهر أبريل/نيسان ويستمر ثلاثة أشهر يليه الصيف الذي يستمر حتى نهاية سبتمبر/أيلول. مركز الجزيرة هو مدينة كوريلسك التي تعتبر أكبر مركز سكاني في الجزيرة وتتمركز فيها مصانع تعليب الأسماك ومصانع مواد البناء كما توجد فيها محطات لرصد الزلازل والتسونامي وأخرى للأحوال الجوية. كما فيها متحف تاريخ المنطقة. يقع على مسافة قريبة ميناء الجزيرة (بلدة كيتوف) وفي جنوب الجزيرة مطار بالقرب من بلدة بوريفيسنيك. كما يوجد في المدينة فندق.
جزيرة كوناشير – تقع جنوب جزر الكوريل الجنوبية يبلغ طولها 123 كيلومترا وعرضها يتراوح بين 4 – 32 كيلومترا. تبعد عن الجزر اليابانية مسافة تعادل عرض مضيق كوناشير. أعلى نقطة في الجزيرة هي قمة بركان تياتيا. وفيها شبكة متشعبة من الأنهار التي بعضها ينتهي على حافة صخور مطلة على البحر مكوّنة بذلك شلالات. الجزيرة كثيرة الغابات والنباتات التي تغطي حوالي 50 % من مساحتها. أهم المعالم في هذه الجزيرة بالإضافة إلى الشلالات هو رأس الأعمدة الذي يعتبر البطاقة التعريفية لجزر الكوريل عموما. أما المَعْلم الآخر فهو بركان تياتيا.
جزيرة شيكوتان – يبلغ طول هذه الجزيرة 27 كيلومترا وتمتد من الشمال الشرقي نحو الجنوب الغربي. يتراوح عرضها بين 5 – 13 كيلومترا ومساحتها 225 كيلومترا مربعا. أعلى نقطة في الجزيرة هي قمة جبل شيكوتان. يوجد فيها خليجان أحدهما في الشمال والثاني في الوسط. في الجزيرة مدينتان يبلغ تعداد نفوسهما 2100 نسمة. بلدة مالاكوريلسكايا هي المركز الإداري للجزيرة فيها مصنع لتعليب الأسماك وفيها محطة لرصد التسونامي والزلازل التي تحدث تحت سطح الماء. البلدة الثانية هي بلدة كرابوزافودسكايا التي فيها مصنع لتعليب حيوان السرطان والحيوانات والنباتات البحرية الأخرى.
أما جزيرة هابوماي فلا يقطنها أحد سوى حرس حدود روسيا الاتحادية.
ومن المعالم التي تستحق الزيارة منطقة الغازات الساخنة المنبعثة من قاع البركان مكونة مخروطا من الكبريت الحر. كما لا بد من زيارة البحيرة التي تغلي مياهها وبحيرة المياه الساخنة الواقعة في بقايا فوهة بركان قديم ثار آخر مرة عام 1848.

## طالع أيضًا
- خندق كوريل
- الحرب الروسية اليابانية
- النزاعات الحدودية السوفيتية اليابانية